# آنا غيرهارد
آنا غيرهارد (بالألمانية: Anna Gerhardt)‏ هي لاعبة كرة قدم ألمانية، ولدت في 17 أبريل 1998 في فورسلن في ألمانيا. شاركت مع منتخب ألمانيا الوطني لكرة القدم للسيدات تحت 15 سنة ‏ ومنتخب ألمانيا تحت 17 سنة للسيدات لكرة القدم ومنتخب ألمانيا تحت 19 سنة للسيدات لكرة القدم. أما مع النوادي، فقد لعبت مع بايرن ميونخ للسيدات.

## وصلات خارجية
- آنا غيرهارد على موقع الاتحاد الأوربي (الإنجليزية)
- آنا غيرهارد على موقع قاعدة بيانات كرة القدم.إي يو (الإنجليزية)
- آنا غيرهارد على موقع عالم كرة القدم.نت (الإنجليزية)